# Triaenodes ochraceus
Triaenodes ochraceus är en nattsländeart som först beskrevs av Betten och Martin E. Mosely 1940.  Triaenodes ochraceus ingår i släktet Triaenodes och familjen långhornssländor. Inga underarter finns listade i Catalogue of Life.